# Ácido cerótico
El ácido cerótico, o ácido hexacosanoico, es un ácido graso saturado de cadena larga de 26 carbonos con la fórmula químicaCH
3(CH
2)
24COOH. Se encuentra más comúnmente en la cera de abejas y la cera de carnauba. Es un sólido blanco, aunque las muestras impuras aparecen amarillentas.
El nombre se deriva de la palabra latina cerotus, que a su vez se deriva de la palabra griega antigua κηρός (keros), que significa cera de abejas o panal.
El ácido cerótico es también un tipo de ácido graso de cadena muy larga que a menudo se asocia con la enfermedad adrenoleucodistrofia, que implica la acumulación excesiva de cadenas de ácidos grasos no metabolizados, incluido el ácido cerótico, en el peroxisoma.